# Langdysser von Hvedstrup
Die Langdysser von Hvedstrup 1 und 2 (auch Præstegård oder Hvædstrup genannt) sind zwei Dolmen und liegen westlich des Hvedstrupvej, nördlich von Hvedstrup, bei Gundsølille auf der dänischen Insel Seeland.
Sie sind Megalithanlagen der Trichterbecherkultur (TBK), die zwischen 3500 und 2800 v. Chr. errichtet wurden.
Der West-Ost orientierte Langdysse 1 ist etwa 2,0 m hoch und misst etwa 39,0 × 16,0 m. Von den Randsteinen des Hünenbettes sind im Süden 12, im Westen und Osten je zwei und im Norden 13 erhalten. In der Nordostecke ist ein großer Einbruch. An der Südwestseite ist eine kleine illegale Ausgrabung erfolgt. Etwa 20 m vom Westende entfernt liegt der Deckstein über 0,5 m über einer Kammer und dem Hügel.
Der Nordost-Südwest orientierte Langdysse 2 liegt etwa 35 m entfernt. Der Hügel ist etwa 1,0 m hoch und misst etwa 11,0 × 8,0 m. Die Rechteckige Kammer hat fünf Tragsteine, den Deckstein und zwei Gangsteine.
In der Nähe liegen der Nissedysse von Ågerup, das Doppelganggrab von Gundsølille, die Steinkiste von Hvedstrup und der Hvedshøj.